# NGC 1560
NGC 1560 is een spiraalvormig sterrenstelsel in het sterrenbeeld Giraffe. Het hemelobject werd op 1 augustus 1883 ontdekt door de Duitse astronoom Ernst Wilhelm Leberecht Tempel.

## Synoniemen
- PGC 15488
- UGC 3060
- MCG 12-5-5
- ZWG 328.6
- FGC 71A